# Chrysilla pilosa
Chrysilla pilosa är en spindelart som först beskrevs av Karsch 1878.  Chrysilla pilosa ingår i släktet Chrysilla och familjen hoppspindlar. Inga underarter finns listade i Catalogue of Life.